# Masahiro Kano
Masahiro Kano (født 4. april 1977) er en tidligere japansk fodboldspiller.
Han har spillet for flere forskellige klubber i sin karriere, herunder Ventforet Kofu.